# Ninia guytudori
Ninia guytudori (кавова змія Тюдора) — вид змій родини полозових (Colubridae). Ендемік Еквадору. Описаний у 2023 році. Вид названий на честь американського натураліста та ілюстратора Гая Тюдора.

## Поширення і екологія
Кавові змії Тюдора мешкають на тихоокеанських схилах Анд в провінції Пічинча на північному заході Еквадору. Вони живуть в гірських хмарних лісах, серед опалого листя і гнилої деревини. Зустрічаються на висоті від 1190 до 1676 м над рівнем моря.